# Uble
Uble (vagy Ubli) falu Horvátországban, Dubrovnik-Neretva megyében. Közigazgatásilag Lastovo községhez tartozik.

## Fekvése
Makarskától légvonalban 63 km-re délre, Lastovotól légvonalban 6, közúton 10 km-re délnyugatra, Lastovo szigetének nyugati partján, az azonos nevű öbölben fekszik.

## Története
A szigeten élő első ismert nép az illírek voltak, akik az i. e. 2. évezredben jelennek meg. A magaslatokon épített erődített településeken éltek. Településeik maradványai megtalálhatók a sziget több pontján. Az illírek halottaikat kőből rakott halomsírokba temették, melyek általában szintén magaslatokon épültek. Lastovo szigetén is számos illír eredetű halomsír található, többek között a mai Uble felett is. Az illírek i. e. 30-ig uralták a szigetet, amikor Octavianus hadai végső győzelmet arattak felettük. A római légionáriusok a sziget több pontján letelepedtek magukkal hozva kultúrájukat, életmódjukat, szokásaikat. A római villagazdaságokban nagy mennyiségű gabonát, olívaolajat, bort, sózott halat és más élelmiszert állítottak elő, melyekkel élénk kereskedelmet folytattak. Ezek a tágas, kényelmesen berendezett épületek központi fűtéssel, díszes mozaikpadlóval, luxustárgyakkal rendelkeztek.
A rómaiak idejében a sziget központja a mai Uble területén volt. Az itteni védett és mély öböl ideális kikötőhelyet kínált a római hajók számára. Az 1. században kialakuló település lakónak létfenntartásához nélkülözhetetlen volt az a három forrás, mely a közelben biztosította az ívóvízellátást, valamint a település szomszédságában elterülő mező, mely lehetővé tette a mezőgazdasági termelést. A római kori településből számos lelet származik. Ezek alapján  megállapítható egykori kiterjedése, mely a tengerparttól a mai sportpályáig, illetve az egykori katonai szállásokig és a település mai központi teréig terjedt. Az ókori Uble területén először 1933-ban a szardínia feldolgozó üzem építése alkalmával végzett régészeti feltárásokat az olasz P. Marconi, majd 1937-ben E. Galli. 1977-ben és 1983-ban a spliti múzeum munkatársai végeztek a római maradványokon állagmegóvó munkákat. Sajnos a leletek egy része már az 1930-as években az ásatási terület közvetlen szomszédságában levő üzem építése során megsemmisült. Az ókori kikötő maradványait, melyre még a település öreg halászai is emlékeztek 1933 és 1936 között építkezési törmelékkel temették be. Egy mozaikokban gazdag terület az 1970-es évek elején a katonai szállások építésekor szintén állagmegóvás nélkül került az új épület alá az ókori gabonaraktárak, ciszternák, műhelyek, malmok és olajprések maradványaival együtt. A római település a 4. századig biztosan folyamatosan lakott volt. Új időszak kezdődött az 5. – 6. században, amikor a Bizánci Birodalom foglalta el a dalmáciai térséget. Erről tanúskodnak a bizánci uralkodók itt talált pénzérméi és a település kora középkori reprezentatív épültének a Szent Péter tiszteletére szentelt 5. – 6. századi ókeresztény bazilikának a maradványai. A bazilika feltárása során megtalálták az eredeti márvány berendezés töredékeit, az apszis falfestményeinek maradványait, a kő tranzénákat, mécseseket, néhány szarkofágot és faragott sírkőlapot, valamint egy domborművet, mely valószínűleg a bazilika kapuzata fölé volt beépítve. A kora középkori települést valószínűleg a pogány szlávok betörése semmisítette meg.
A szlávok kereszténységre való áttérésével kezdődött a település újabb időszaka. Ezt jelzi, hogy az egykori bazilika területén egy ismeretlen titulusú kisebb kora román stílusú templom épült. A bazilikától valamivel nyugatabbra a mai központi tértől a kikötőhöz vezető út mellett ugyanekkor egy másik, Szent Péternek szentelt kis templomot is építettek. Ezek építési idejét a szakemberek a 11. – 13. századra teszik. Utóbbi templomot 1933-ban az olaszok bontották le, mivel útban volt a kikötőből a településközpontba menő út építésekor. Szintén az 1930-as években került lebontásra az öbölben állt kora román Szent György templom, mely valószínűleg a 11. század második felében épült. A templom körül temető is volt, melyet az éremleletek alapján a 9. és a 10. századra kelteztek. Ezek a leletek megerősítik, hogy itt állt a sziget első horvát települése, mely mindenképpen korábbi volt, mint az először 1000-ben említett mai Lastovo település. 1000-ben Orseolo II. Péter velencei dózse hajóhada rajtaütött a neretvánok lastovoi megerősített településén, elfoglalta és felgyújtotta azt. A harcokban a sziget lakosságának nagyobb része elpusztult. A velencei források szerint csak 36 család maradt életben. A velenceiek megszállták a szigetet, mely még 1026-ban Orseolo Ottó idejében is velencei kézen volt. Nem sokkal ezután azonban I. István horvát király kihasználva a velenceiek problémáit és II. Baszileiosz bizánci császár halálát visszafoglalta Lastovot.
A 12. századra a többi horvát területekkel együtt a horvát-magyar királyok uralma alá került. Ebben az időben Lastovo is széleskörű autonómiát élvezett. A következő időszakban hol magyar, hol velencei, hol bizánci uralom alatt találjuk. Miután 1180-ban III. Béla magyar király felszabadította a bizánci uralom alól a Hvari egyházmegye fennhatósága alá rendelte. 1252-ben lakói önszántukból csatlakoztak a Raguzai Köztársasághoz, mely belső autonómiát ígért a számukra. 1486-ban megszűnt a lastovoi autonómia, miután a helyi tanácsot a raguzai nagytanács alá rendelték. A jogok megnyirbálása 1602-ben a szigetlakók lázadásához vezetett, melyet a raguzai hatóságok véresen fojtottak el. 1603-ban a lázadók hívására velencei csapatok szállták meg a szigetet, mely 1606-ban visszatért a Raguzai Köztársaság fennhatósága alá. 1652-ben újabb lázadás tört ki, melynek során a lastovoiak újra felajánlkoztak a Velencei Köztársaságnak, amely azonban ezt ekkor már az újabb felkeléstől tartva elutasította. Ezek után Lastovo végképpen elveszítette az önrendelkezést és most már a köztársaság által diktált feltételekkel a Raguzai Köztársaság része lett. A török hódítás időszakában Lastovo gyakran volt kitéve az ulcinji kalózok támadásainak, ezért a 18. századig helyi katonaság védte a szigetet.
A 18. és 19. század fordulóján a tengerészet fejlődésével lastovoiak is a tenger felé orientálódtak. Az Uble-öbölben a nagyobb hajók számára új kikötőt építettek. 1806-ban a Raguzai Köztársaságot legyőző franciák uralma alá került, akik a Lastovo feletti Glavica nevű magaslaton erődöt építettek és a helyi lakosságot az angolok elleni védekezésre mozgósították. 1813. január 28-án az angolok mégis elfoglalták a szigetet, melyet 1815-ben a berlini kongresszus a Habsburgoknak ítélt. 1829-ig a szigeten független bíróság működött, majd ezután a korčulai adminisztráció felügyelete alá rendelték. Még az I. világháború előtt egyszerű halászraktárak épültek a kikötőben. 1918. november 11-én megkezdődött Dalmácia Olaszországhoz csatolása. Az 1920. november 12-i rapallói egyezmény Zára térségével együtt olasz kézen hagyta. A II. világháború idején röviddel az 1943-as olasz kapituláció után Tito célul tűzte ki Lastovo elfoglalását és Jugoszláviához csatolta. A háború után a szocialista Jugoszlávia része lett. 1953-ig a sziget olasz lakosságának többsége elhagyta Lastovo területét. A háború utáni időszak Lastovot is Vis sorsára juttatta, katonai övezet lett. Ez gazdasági és népességi stagnáláshoz vezetett, viszont lehetővé vált a természeti környezet megőrzése. 1971-től a turizmus fellendülésének köszönhetően újra növekedett az állandó lakossága a településnek. 1988-ban enyhítették a tiltást, mely a külföldi állampolgárok Lastovora történő belépésére vonatkozott. A  független Horvátország megalakulása után a JNA egységei még 1992. május 31-ig a szigeten maradtak. 2006. szeptember 29-én a horvát szábor határozatával megalapították a Lastovoi Természetvédelmi Parkot. 2011-ben a településnek 222 lakosa volt, akik főként a halászatból és a turizmusból éltek.

## Népesség

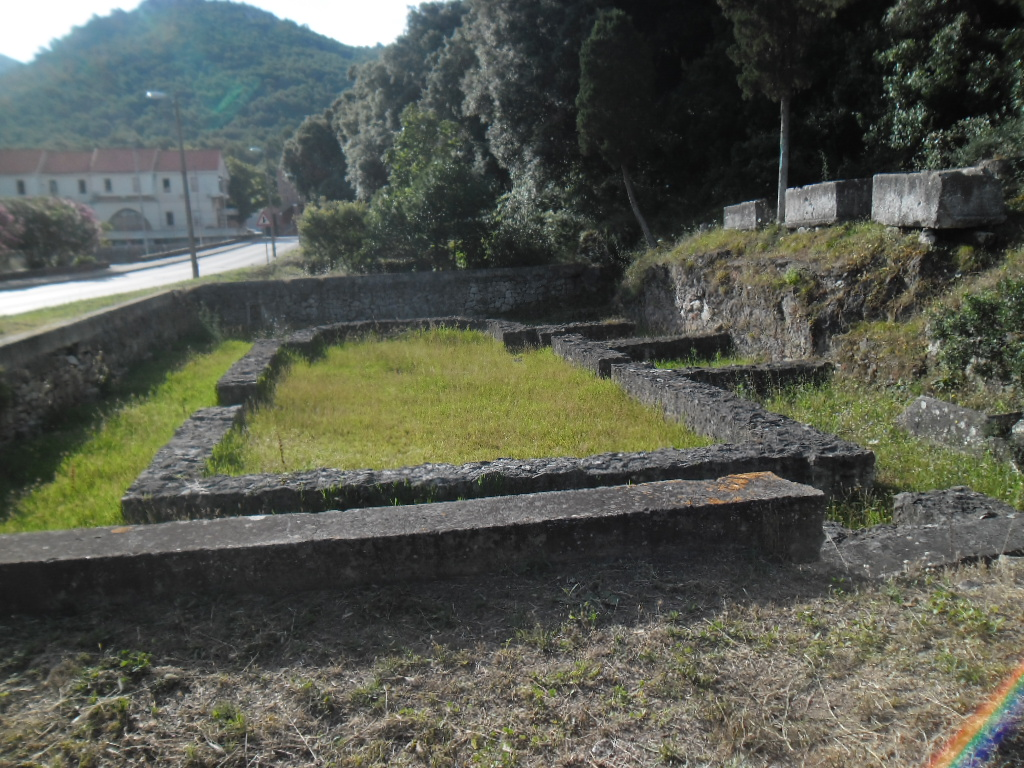
A Szent Péter ókeresztény bazilika maradványai

| Lakosság változása | Lakosság változása | Lakosság változása | Lakosság változása | Lakosság változása | Lakosság változása | Lakosság változása | Lakosság változása | Lakosság változása | Lakosság változása | Lakosság változása | Lakosság változása | Lakosság változása | Lakosság változása | Lakosság változása | Lakosság változása |
| ------------------ | ------------------ | ------------------ | ------------------ | ------------------ | ------------------ | ------------------ | ------------------ | ------------------ | ------------------ | ------------------ | ------------------ | ------------------ | ------------------ | ------------------ | ------------------ |
| 1857               | 1869               | 1880               | 1890               | 1900               | 1910               | 1921               | 1931               | 1948               | 1953               | 1961               | 1971               | 1981               | 1991               | 2001               | 2011               |
| 0                  | 0                  | 0                  | 0                  | 0                  | 6                  | 0                  | 47                 | 144                | 230                | 183                | 198                | 239                | 303                | 218                | 222                |

## Nevezetességei
- A Szent Péter tiszteletére szentelt ókeresztény bazilika alapfalai. A bazilika az 5. – 6. században épült. A régészeti feltárás után a falakat konzerválták és védett műemlékké nyilvánították.[4]
- Szent Péter tiszteletére szentelt plébániatemploma 1935-ben épült.

## Gazdaság
A lakosság fő megélhetési forrása a turizmus, a vendéglátás és a halászat. A kikötőben a hajók számára épített benzinkút található. Itt található a sziget egyetlen kompkikötője. A menetrend szerinti járatok a Split – Vela Luka – Uble útvonalon közlekednek. A település hajójáraton is elérhető a Split – Hvar – Vela Luka – Uble útvonalon.